# Carmen (nuvelă)
Carmen este o nuvelă realistă de Prosper Mérimée, apărută în 1845 în revista Revue des deux Mondes și, ulterior, publicată de Michel Lévy frères în 1846. Nuvela a devenit foarte populară după ce a fost adaptată sub formă de libret de Henri Meilhac și Ludovic Halévy în 1875 pentru opera Carmen de Georges Bizet.

## Sumar
Nuvela este împărțită în patru părți dintre care trei au apărut în Revue des deux Mondes și a patra în carte.

## Personaje
Carmen
Don José inițial Lizarrabengoa, ulterior Navarro
Naratorul

## Stil
Nuvela este alcătuită din patru capitole de lungimi inegale. Dintre acestea, primul, al doilea și ultimul alcătuiesc narațiunea-cadru din perspectiva unui narator-personaj. Al treilea, este povestirea-tablou de dragoste dintre Don José și Carmen narată de Don José cu focalizare internă. 
Nuvela face parte din Romantism.

## Recepție

### Traduceri
- 1938, Isaiia Răcăciuni[necesită citare]
- 1970, Al. O. Teodoreanu la Editura Eminescu[2]